# Mönkeberg
Mönkeberg är en kommun och ort i Kreis Plön i förbundslandet Schleswig-Holstein i Tyskland.
Kommunen ingår i kommunalförbundet Amt Schrevenborn tillsammans med ytterligare två kommuner.